# Anthonomus morticinus
Anthonomus morticinus là một loài bọ cánh cứng bản địa của Brazil. Thực vật chủ của nó là Solanum mauritianum Scopoli và nó đang được xem là loài thiên địch của loài cây này ở Nam Phi